# Lorenzo Calafiore
Lorenzo Calafiore (ur. 31 stycznia 1935 w Reggio di Calabria, zm. 20 października 2011 w Moncalieri) – włoski zapaśnik walczący w stylu klasycznym. Olimpijczyk z Monachium 1972, gdzie zajął szóste miejsce w kategorii do 48 kg.
Wicemistrz Europy w 1969 i trzeci w 1970. Mistrz igrzysk śródziemnomorskich w 1971 roku.